# Getvallsjön
Getvallsjön är en sjö i Kramfors kommun i Ångermanland och ingår i Nätraån-Ångermanälvens kustområde. Sjön har en area på 0,157 kvadratkilometer och ligger 151,1 meter över havet. Sjön avvattnas av vattendraget Törnaån.

## Delavrinningsområde
Getvallsjön ingår i det delavrinningsområde (698990-161397) som SMHI kallar för Utloppet av Getvallsjön. Medelhöjden är 170 meter över havet och ytan är 1,02 kvadratkilometer. Det finns inga avrinningsområden uppströms utan avrinningsområdet är högsta punkten. Törnaån som avvattnar avrinningsområdet har biflödesordning 2, vilket innebär att vattnet flödar genom totalt 2 vattendrag innan det når havet efter 10 kilometer. Avrinningsområdet består mestadels av skog (84 procent). Avrinningsområdet har 0,16 kvadratkilometer vattenytor vilket ger det en sjöprocent på 15,4 procent.